# Ferdinand Marohn

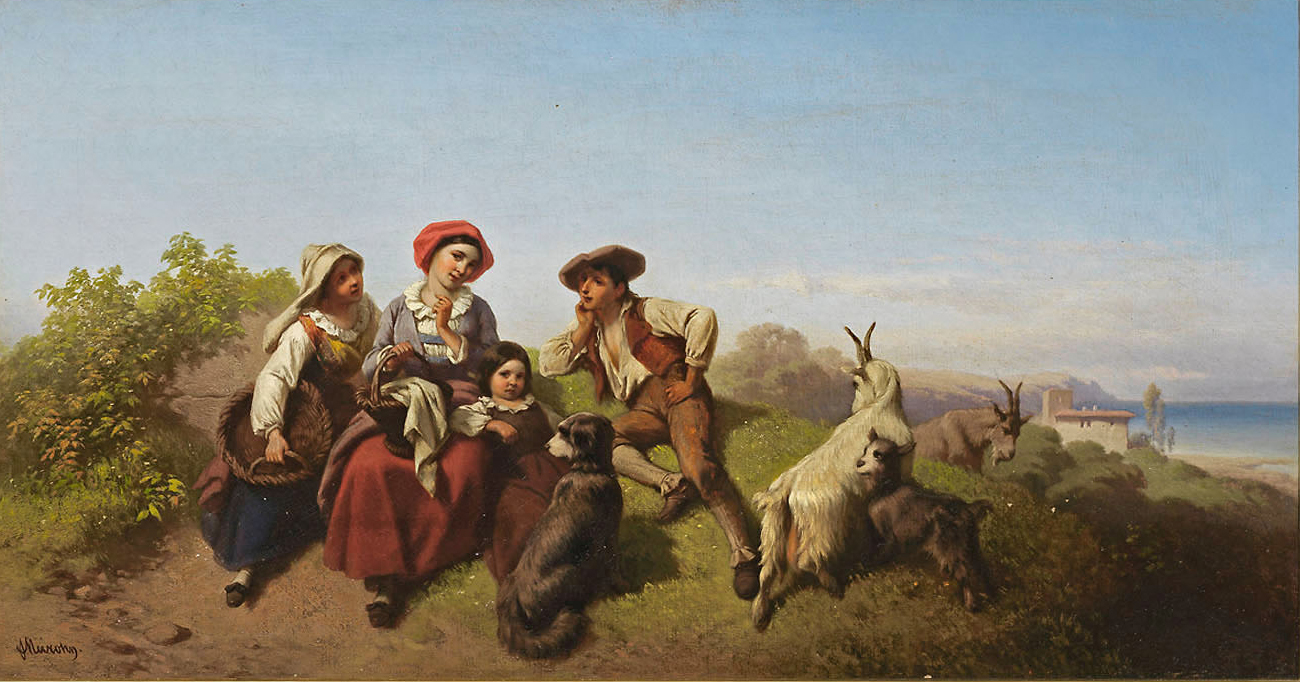
Rastende junge Bauernfamilie in italienischer Landschaft

Ferdinand Marohn, auch Ferdinand Maröhn und Ferdinand Maronio (auch:Maronnio) (geboren vor 1839  in Gransee, Brandenburg; gestorben nach 1865) war ein deutscher Genre- und Landschaftsmaler. Seine biografischen Daten sind nur teilweise bekannt (siehe Diskussionsseite).
Marohn wurde in Gransee in Brandenburg geboren. Über seine künstlerische Ausbildung ist nichts bekannt.
Von 1839 bis 1843 nahm er an Kunstausstellungen in der Preußischen Akademie der Künste in Berlin teil. Von 1846 bis 1859 stellte er seine Werke auf den Pariser Salons aus.
Marohn wohnte zunächst in Deutschland, zog aber um 1846 nach Frankreich. Er besuchte Italien, wo seine Darstellungen der italienischen Folklore entstanden. In Warschau porträtierte er eine adlige Dame.
Seine Werke befinden sich unter anderem in den Sammlungen der Museen in Reims und Ajaccio.